# Coccothrinax yunquensis
Coccothrinax yunquensis là loài thực vật có hoa thuộc họ Arecaceae. Loài này được Borhidi & O.Muñiz mô tả khoa học đầu tiên năm 1981.

## Hình ảnh

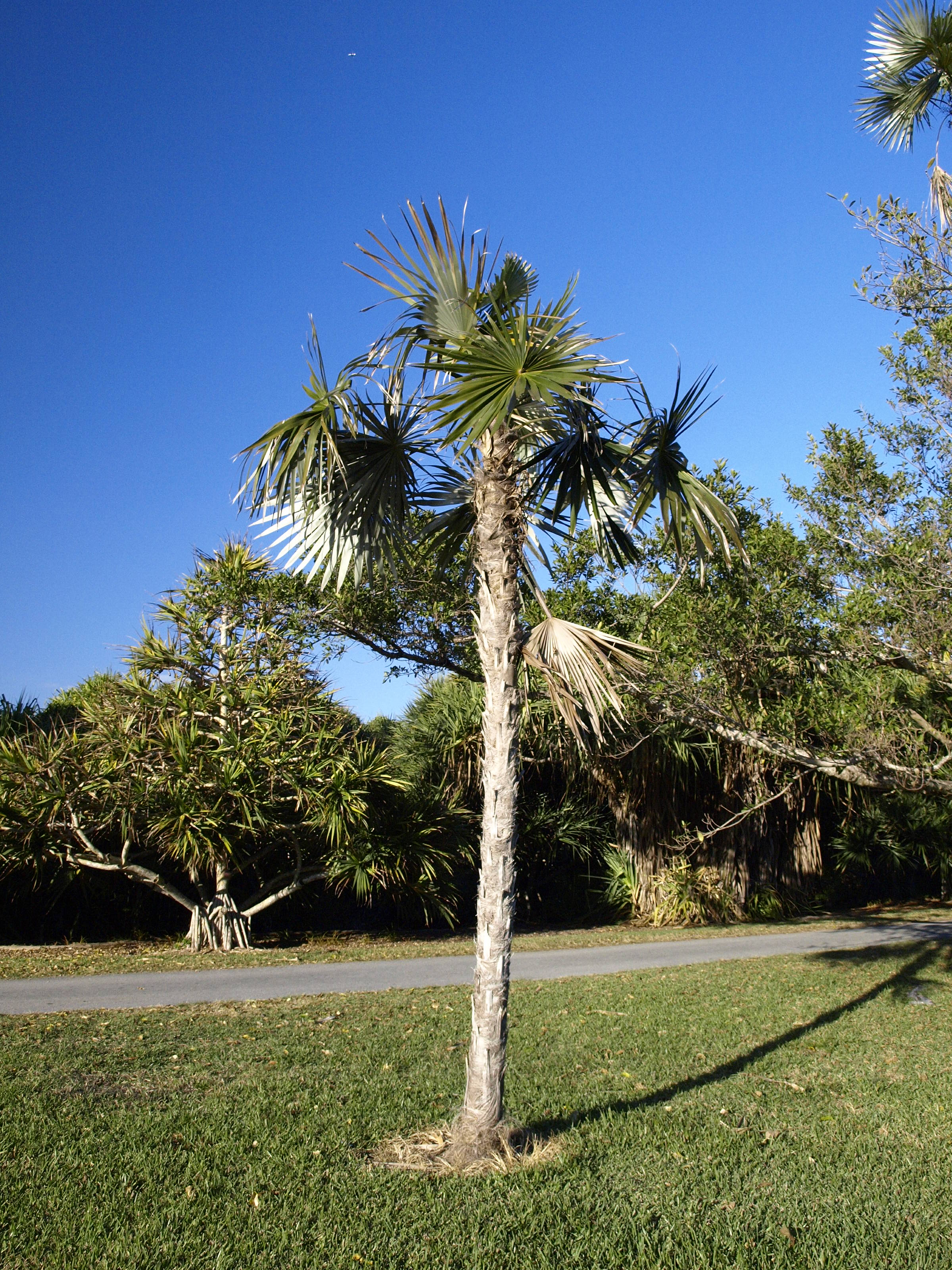